# Jules Desnoyers
Jules Pierre François Stanislas Desnoyers, más conocido como Jules Desnoyers (8 de octubre de 1800 - 1887), fue un geólogo y arqueólogo francés.

## Biografía
Jules Desnoyers nació en la comuna francesa de Nogent-le-Rotrou, en la región de Eure y Loir. Después de estudiar derecho y ciencias naturales en 1825, e interesado en la geología desde edad temprana, fue uno de los fundadores de la Société géologique de France en 1830. En 1834 fue nombrado bibliotecario del Muséum national d'histoire naturelle (MNHN) de París. Sus contribuciones a las ciencias geológicas comprenden desde estudios sobre los estratos de París y el norte de Francia durante el Jurásico, Cretácico y Triásico, hasta otros documentos relativos a la antigüedad del hombre y la cuestión de su coexistencia con mamíferos extintos. Fue quien acuñó el término Cuaternaria para referirse a los materiales poco consolidados situados por encima de los depósitos miocenos y pliocenos de la Cuenca de Sena.

## Libros publicados
- 1825, Mémoire sur la craie et les terrains tertiaires du Cotentin
- 1825, Observations sur quelques systèmes de la formation oolithique du Nord-Ouest de la France
- 1832, Histoire du décroissement et de la destruction totale du paganisme dans les provinces de l'empire d'Occident
- 1838, Histoire des différentes incursions des Arabes d'Asie et d'Afrique en Italie'
- 1845, Recherches géologiques et historiques sur les cavernes et brèches à ossements
- 1852, Observations sur les terrains tertiaires du Nord-Ouest et de l'Ouest de la France
- 1854, Bibliographie historique et archéologique de la France
- 1854, Topographie ecclésiastique de la France pendant le moyen âge et dans les temps modernes jusqu'en 1790